# The Fixer (film)
The Fixer is een Britse dramafilm uit 1968 onder regie van John Frankenheimer. Het scenario is gebaseerd op de gelijknamige roman uit 1966 van Joods-Amerikaanse auteur Bernard Malamud.

## Verhaal
De Joodse klusjesman Yakov Bok wordt in Rusland ten onrechte beschuldigd van de moord op een christelijk kind. Hij wordt zonder proces in de gevangenis gegooid. Yakov weigert de moord te bekennen, ook al wordt hij gemarteld.

## Rolverdeling
| Acteur            | Personage         |
| ----------------- | ----------------- |
| Alan Bates        | Yakov Bok         |
| Dirk Bogarde      | Bibikov           |
| Georgia Brown     | Marfa Golov       |
| Hugh Griffith     | Lebedev           |
| Elizabeth Hartman | Zinaida           |
| Ian Holm          | Grubeshov         |
| David Opatoshu    | Latke             |
| David Warner      | Graaf Odoevsky    |
| Carol White       | Raisl             |
| George Murcell    | Bewaker           |
| Murray Melvin     | Priester          |
| Peter Jeffrey     | Berezhinsky       |
| Michael Goodliffe | Ostrovsky         |
| Thomas Heathcote  | Proshko           |
| Mike Pratt        | Priester Anastasy |